# Calyptraeidae
calyptréidés
Famille
Les Calyptraeidae (calyptréidés en français) sont une famille de mollusques gastéropodes de l'ordre des Littorinimorpha (ou mésogastéropodes suivant les classifications) dont la coquille a un dernier tour important, un large péristome, et ressemble à celle des patellidés.

## Liste des genres
Selon World Register of Marine Species (27 septembre 2017) :
- genre Bicatillus Swainson, 1840 †
- genre Bostrycapulus Olsson & Harbison, 1953
- genre Calyptraea Lamarck, 1799
- genre Crepidula Lamarck, 1799
- genre Crepipatella Lesson, 1831
- genre Crucibulum Schumacher, 1817
- genre Desmaulus Rehder, 1943
- genre Ergaea H. Adams & A. Adams, 1854
- genre Grandicrepidula McLean, 1995
- genre Maoricrypta Finlay, 1926
- genre Noicia Gray, 1868
- genre Sigapatella Lesson, 1831
- genre Taimyroconus Guzhov, 2015 †
- genre Trochita Schumacher, 1817

## Galerie

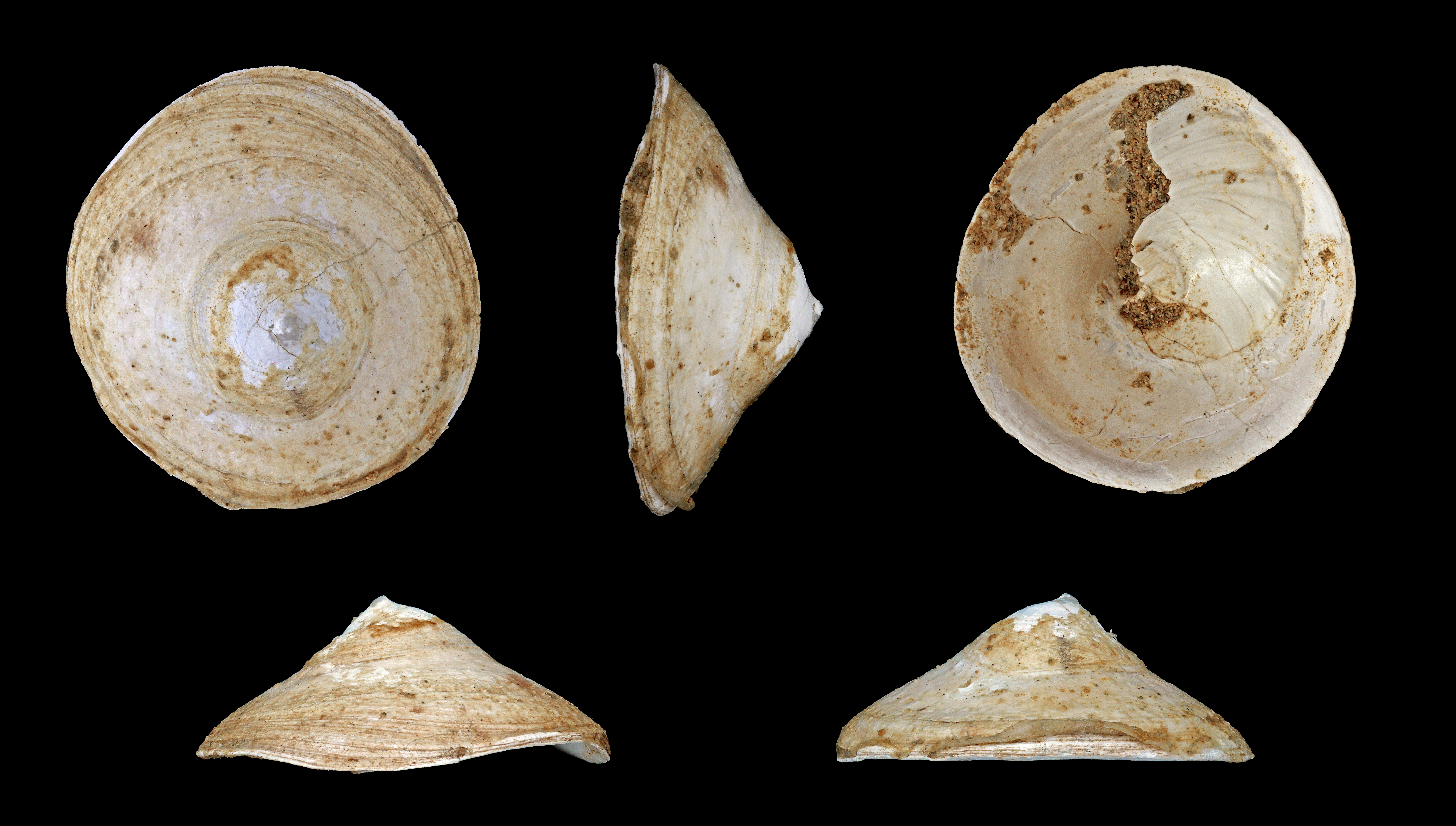
Calyptraea chinensis
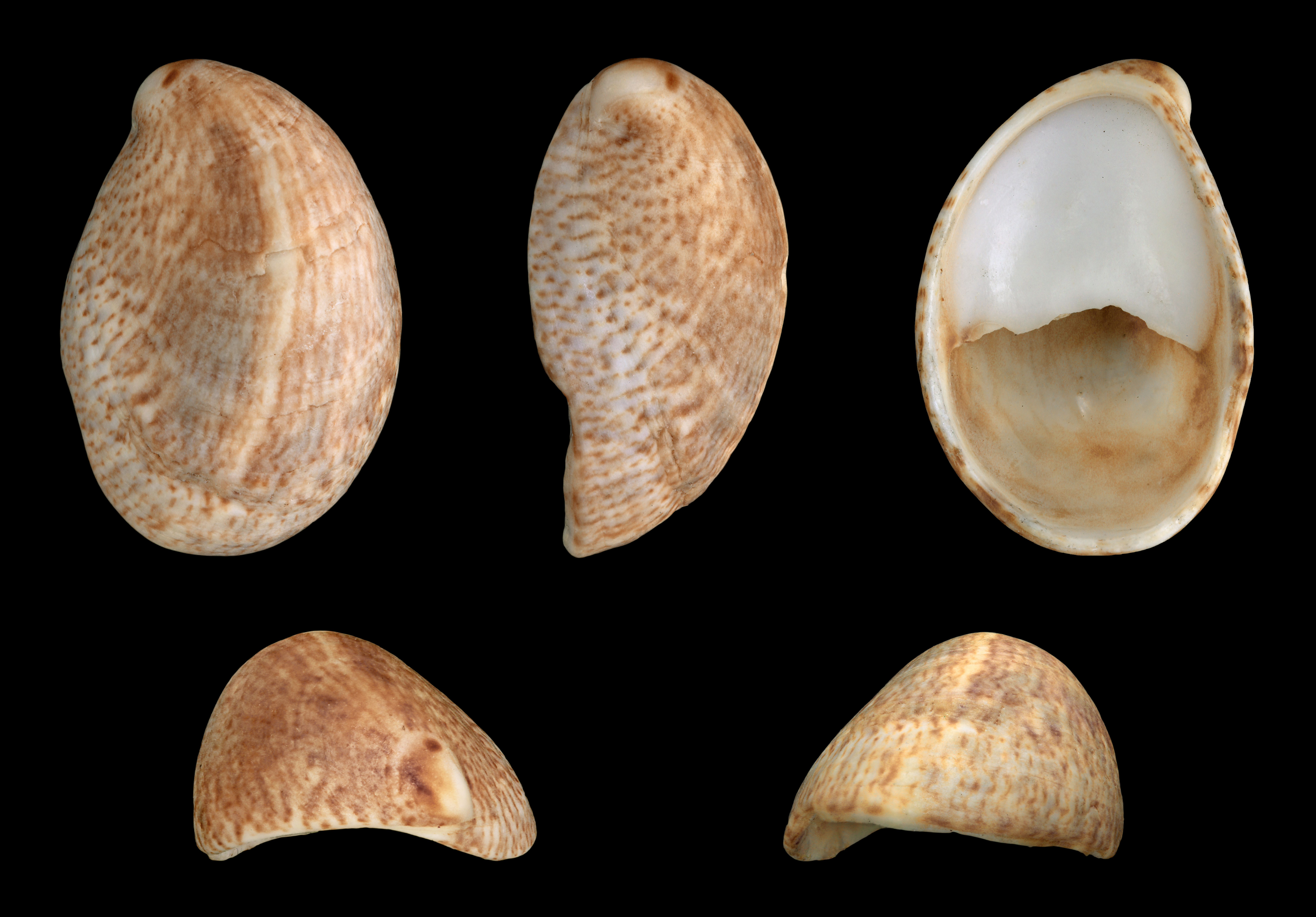
Crepidula fornicata
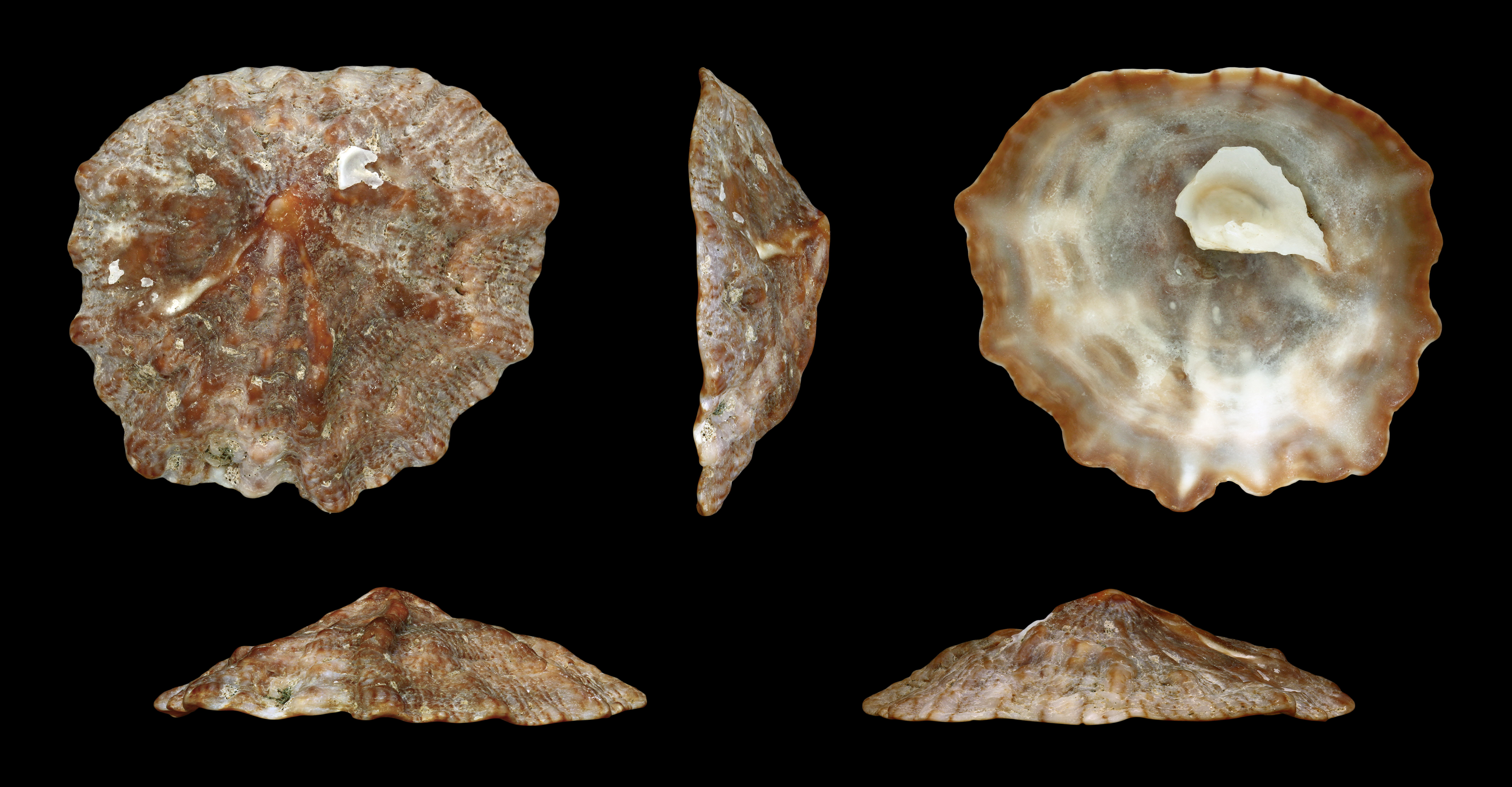
Crucibulum scutellatum
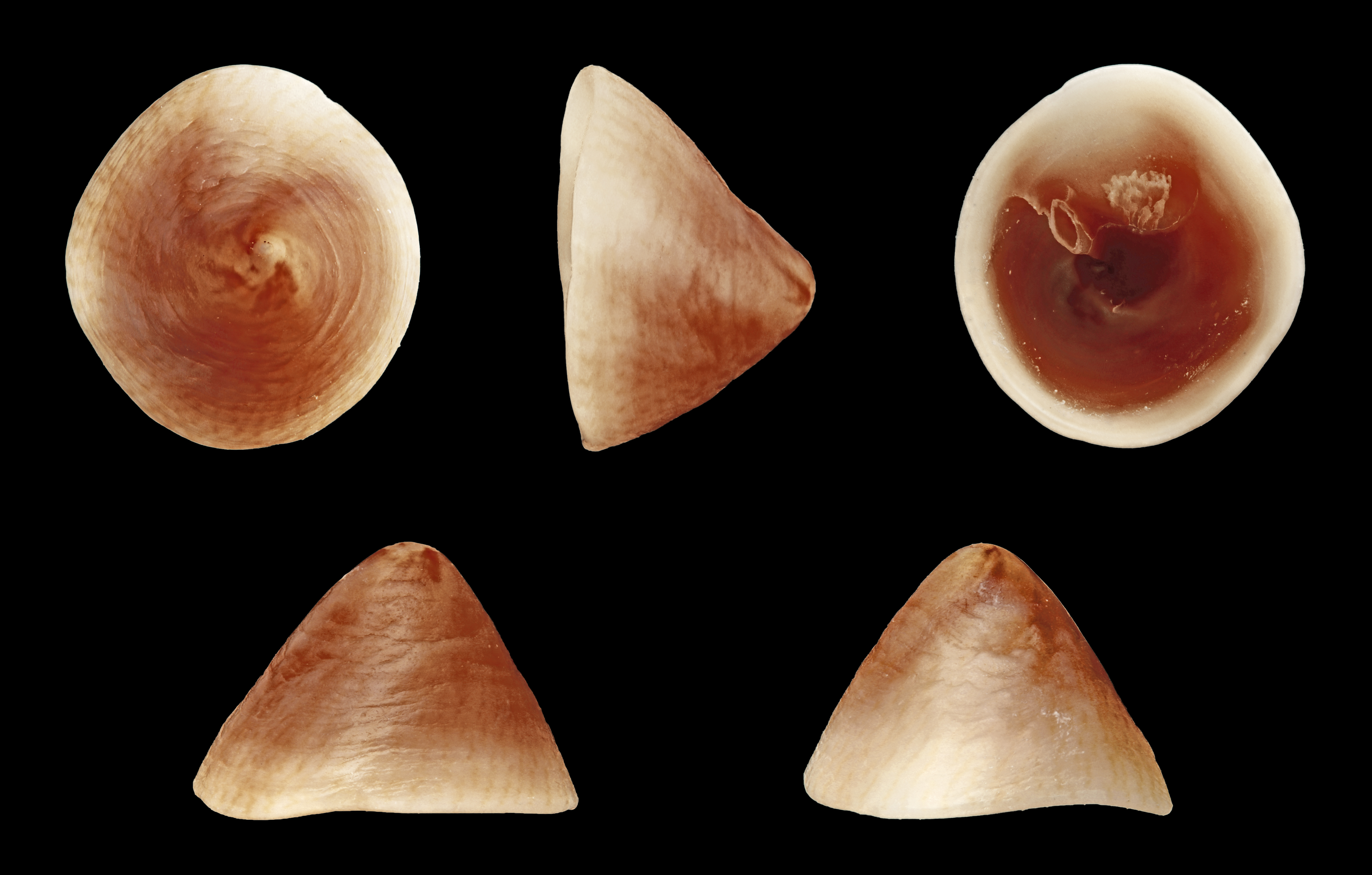
Desmaulus extinctorium
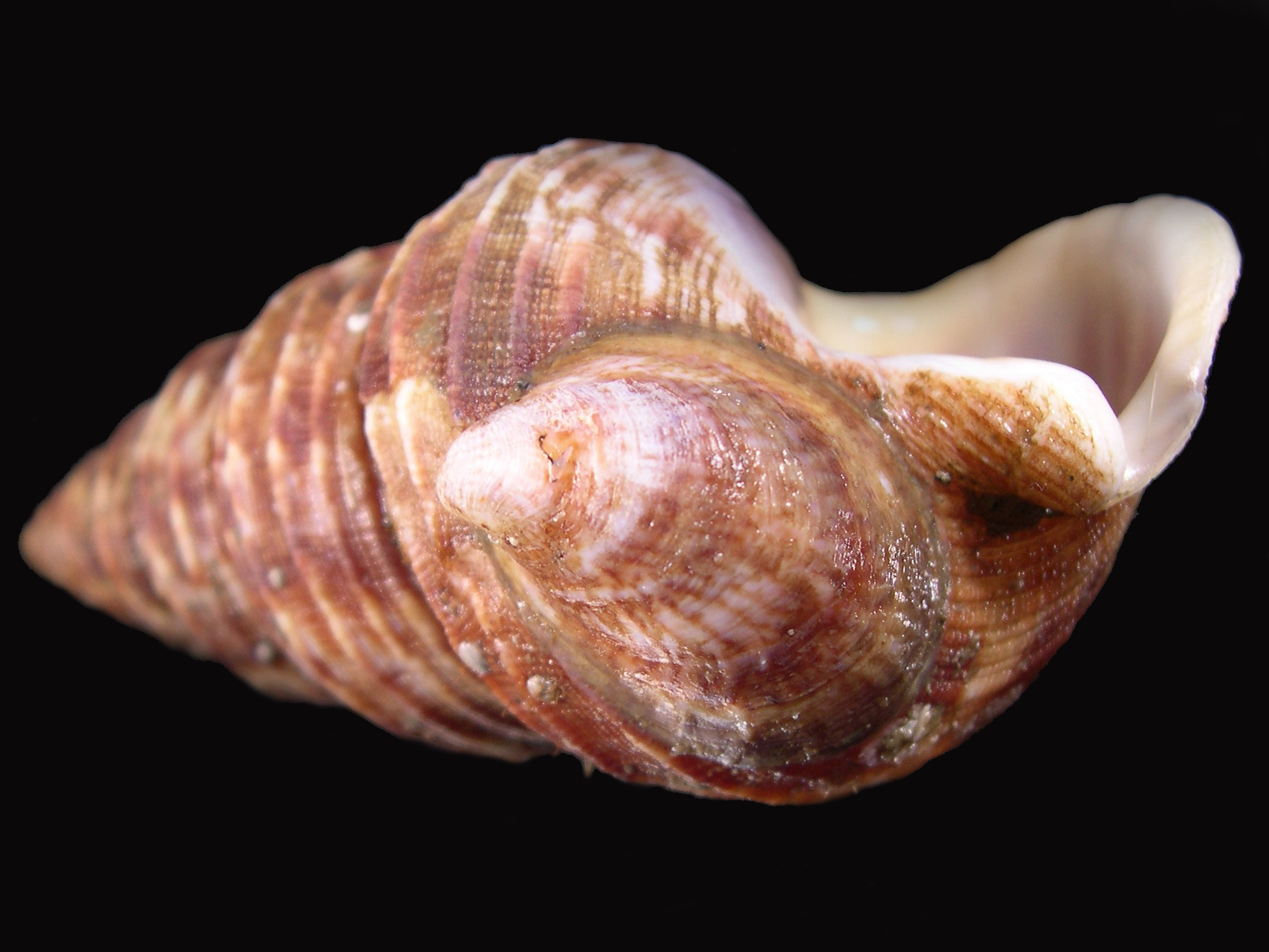
Crepidula grandis sur un buccin (Buccinum isaotakii)
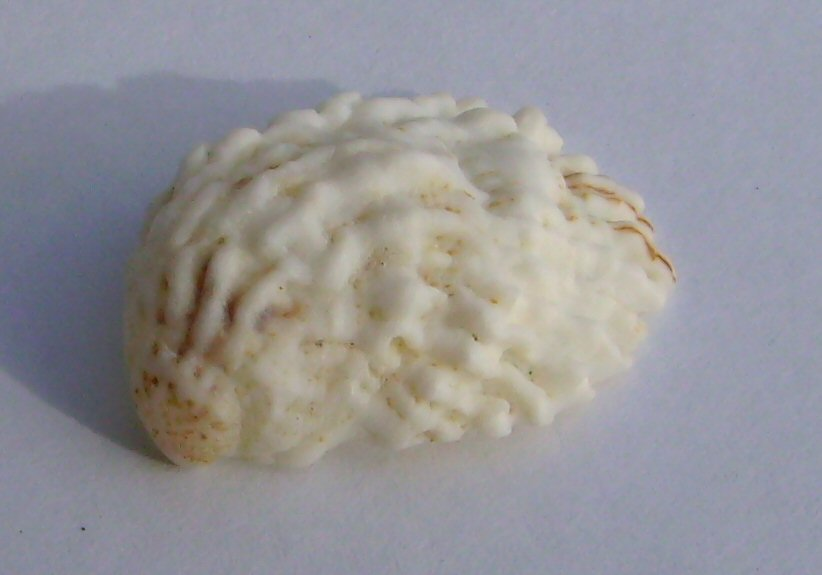
Maoricrypta costata
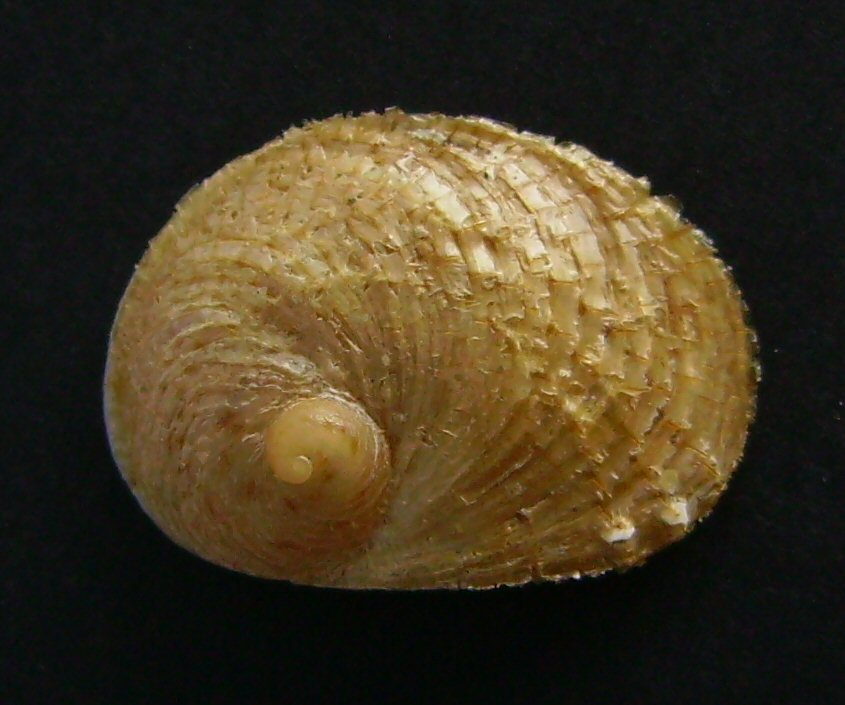
Sigapatella superstes
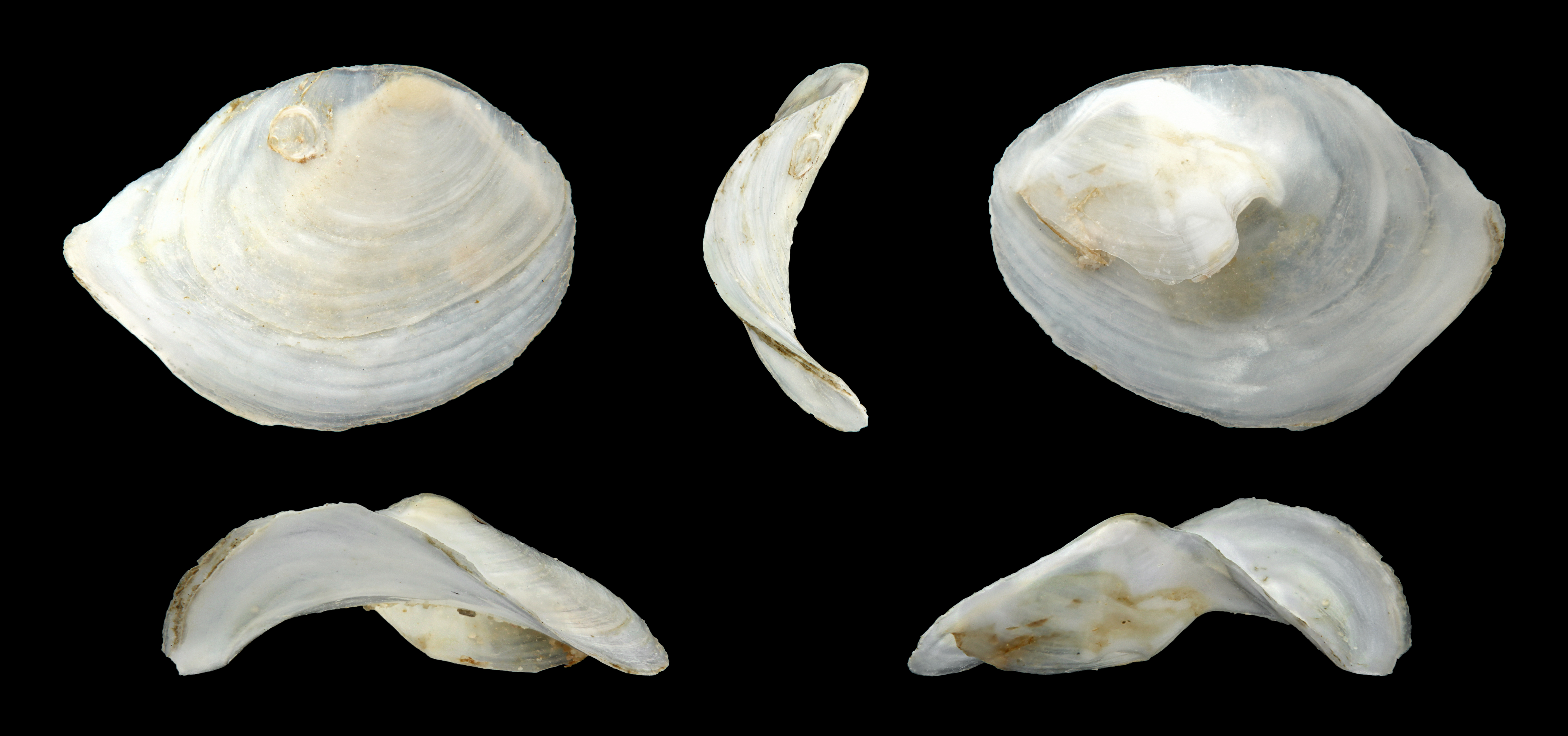
Ergaea walshi
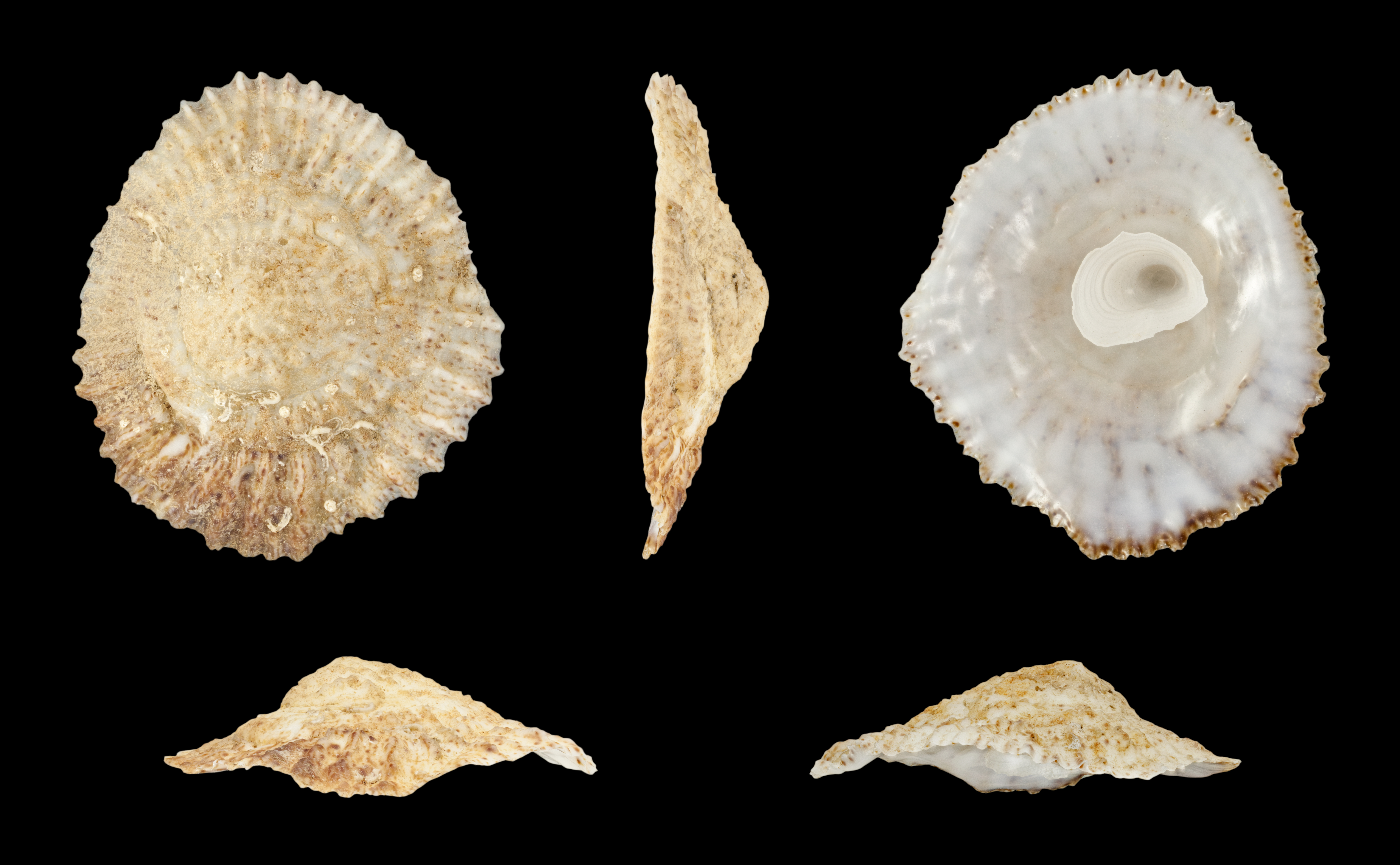
Crucibulum spinosum